# Nachal Pechar
Nachal Pechar (hebrejsky נחל פחר) je vádí v jižním Izraeli, v severní části Negevské pouště, nedaleko od pomezí Negevu a jihozápadní části Judských hor (Hebronské hory).
Začíná v nadmořské výšce okolo 400 metrů jihovýchodně od města Lehavim, v kopcovité krajině vrchů Gva'ot Lahav na jižním okraji uměle vysazeného lesního komplexu Ja'ar Lahav. Směřuje pak k severozápadu bezlesou krajinou polopouštního charakteru. Od východu přijímá zprava vádí Nachal Aleket. Podchází železniční trať Tel Aviv-Beerševa a těleso dálnice číslo 40, ze severovýchodu míjí vesnici Giv'ot Bar, u které plní umělou vodní nádrž využívanou k zadržování sezónních srážek a kde sem od jihovýchodu zleva ústí vádí Nachal Dudajim. Stáčí se poté více k severoseverozápadu, z východu míjí vesnici Mišmar ha-Negev a na jihozápadním okraji beduínského města Rahat ústí zleva do vádí Nachal Grar.
V roce 2006 proběhl v povodí Nachal Pechar archeologický výzkum, poblíž vesnice Giv'ot Bar. Byly zde odkryty zbytky staveb z dob byzantské říše.